# Alto Volta

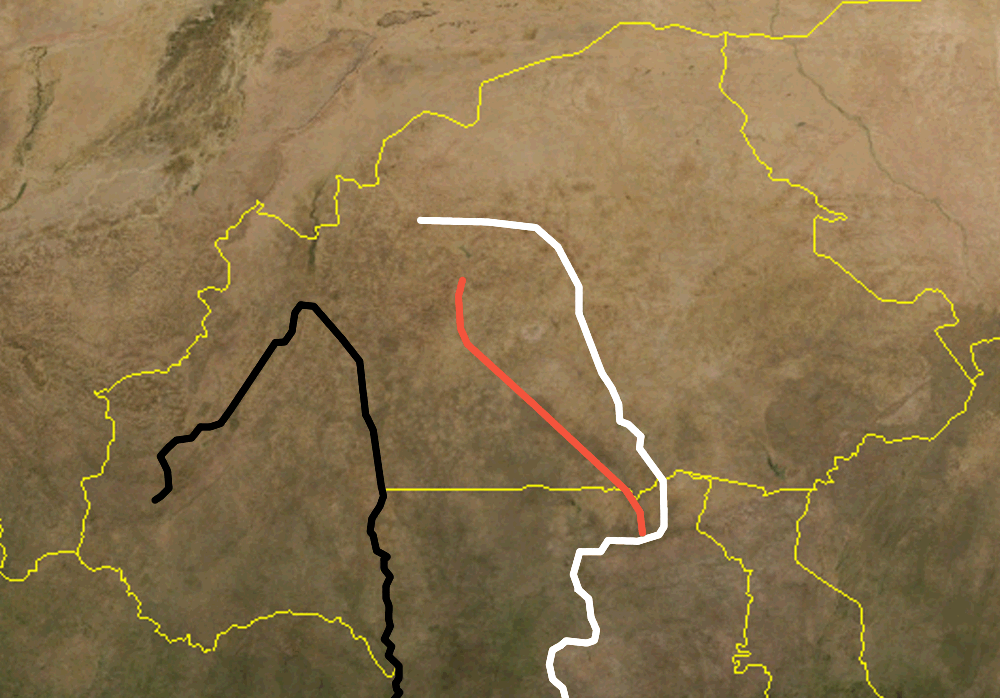
Río Volta y sus afluentes.

La República del Alto Volta (en francés: République de Haute-Volta) fue establecida el 11 de diciembre de 1958 como una república autónoma dentro de la Comunidad Francesa. Antes de conseguir la independencia se había denominado Alto Volta francés, parte de la Unión Francesa. El 5 de agosto de 1960 consiguió total independencia de Francia.
Thomas Sankara llegó al poder mediante un golpe de Estado militar el 4 de agosto de 1983. Tras el golpe, formó el Consejo Nacional para la Revolución (CNR), consigo mismo como presidente. Bajo la dirección de Sankara el nombre del país se cambió, el 4 de agosto de 1984, de Alto Volta a Burkina Faso, que significa en idioma mossi «la patria de los hombres íntegros».

## Toponimia
El nombre Alto Volta indica que el país contenía el curso alto del río Volta (Volta Negro), y sus dos afluentes, el Volta Blanco y el Volta Rojo, afluente del anterior.

## Historia
Se fundó el Alto Volta francés el 1 de marzo de 1919 bajo la Tercera República como parte del África Occidental Francesa, desde territorios que habían sido parte de las colonias de Alto Senegal y Níger y la Costa de Marfil. La colonia se disolvió más tarde dividiéndose en Costa de Marfil, Sudán francés y Níger, el 5 de septiembre de 1932. Tras la Segunda Guerra Mundial, el 4 de septiembre de 1947, la colonia pasó a formar parte de la Unión Francesa, con sus anteriores límites.
Una revisión en la organización de los Territorios Franceses de Ultramar comenzó con la aplicación de la Ley Básica («Loi Cadre») de 23 de julio de 1956. Esto le siguieron unas medidas de reorganización aprobadas por el Parlamento francés en 1957 que aseguraban un alto grado de autogobierno a los territorios individuales. Alto Volta se convirtió en una república autónoma dentro de la Comunidad Francesa el 11 de diciembre de 1958.
Alto Volta logró su independencia el 5 de agosto de 1960. El primer presidente, Maurice Yaméogo, fue el líder de la Unión Democrática del Volta (UDV). La constitución de 1960 aceptó el derecho a elección, por sufragio universal, de un presidente y una asamblea nacional por períodos de 5 años. Tras llegar al poder, Yaméogo prohibió todos los partidos políticos excepto la UDV. El gobierno duró hasta 1966, cuando, tras muchos disturbios, el ejército intervino.
El golpe militar depuso a Yaméogo, suspendió la constitución, disolvió la Asamblea Nacional y situó al Lugarteniente-Coronel Sangoulé Lamizana en la cabeza del gobierno. El ejército permaneció en el poder durante cuatro años, y el 14 de junio de 1970 los habitantes ratificaron una nueva constitución que estableció un período de transición de cuatro años hasta completar el gobierno civil. Lamizana se mantuvo en el poder durante los años 1970. Tras un conflicto con la constitución de 1970, una nueva constitución fue escrita y aprobada en 1977, y Lamizana fue reelegido mediante elecciones públicas en 1978.
El gobierno de Lamizana se tuvo que enfrentar a problemas con las tradicionalmente poderosas uniones comerciales del país, y el 25 de noviembre de 1980 el coronel Saye Zerbo derrocó al presidente Lamizana en un incruento golpe de Estado. El coronel Zerbo estableció el Comité Militar de Recuperación por el Progreso Nacional como la suprema autoridad gubernamental, erradicando así a la constitución de 1977.
El coronel Zerbo encontró también resistencia por parte de las uniones comerciales y fue derrocado dos años después, el 7 de noviembre de 1982, por el mayor Jean-Baptiste Ouédraogo y el Consejo de Salvación Popular (CSP). El CSP continuó prohibiendo los partidos políticos y las organizaciones.
Se desataron luchas internas entre los moderados del CSP y los radicales, liderados por el capitán Thomas Sankara, quien fue nombrado primer ministro en enero de 1983. Las luchas internas y la política izquierdista de Sankara llevó a su arresto y sus subsiguientes esfuerzos por producir su liberación, dirigidos por el Capitán Blaise Compaoré (quien más tarde sería su asesino). Este esfuerzo acabó en otro golpe de Estado militar el 4 de agosto de 1983. 
Tras el golpe, Sankara formó el Consejo Nacional para la Revolución (CNR), consigo mismo como presidente. Estableció también Comités de Defensa de la Revolución (CDR) para movilizar a las masas e implementar los programas revolucionarios del CNR. Este contenía dos pequeños grupos intelectuales marxista-leninistas. Sankara, Compaore, el capitán Henri Zongo y el mayor Jean-Baptiste Boukary Lingani (todos ellos oficiales militares de izquierdas) llevaron a la creación de Burkina Faso (literalmente en Idioma mossi, 'el país de los hombres íntegros').

## Símbolos

### Bandera nacional
Los colores de su bandera nacional correspondían a los nombres de sus tres principales ríos: Volta Negro, Volta Blanco y Volta Rojo. La bandera era idéntica a la del Imperio Alemán.

### Himno nacional
Su himno nacional era el Hymne Nationale Voltaïque, estas son sus letras:
| En Francés: Fière Volta de mes aieux, Ton soleil ardent et glorieux Te revêt d'or et de fierté Ô Reine drapée de loyauté ! Nous te ferons et plus forte, et plus belle À ton amour nous resterons fidèles Et nos cœurs vibrant de fierté Acclameront ta beauté Vers l'horizon lève les yeux Frémis aux accents tumultueux De tes fiers enfants tous dressés Promesses d'avenir caressées Le travail de ton sol brûlant Sans fin trempera les cœurs ardents, Et les vertus de tes enfants Le ceindront d'un diadème triomphant. Que Dieu te garde en sa bonté, Que du bonheur de ton sol aimé, L'Amour des frères soit la clé, Honneur, Unité et Liberté. | En Español: Orgulloso Volta de mis antepasados, Tu ardiente y glorioso sol Te toma con oro y orgullo ¡Oh Reina cubierta de lealtad! Te haremos más fuerte y más bella. A tu amor seguiremos fieles Y nuestros corazones vibran de orgullo Aclamará tu belleza Hacia el horizonte mira hacia arriba Tiembla con los acentos tumultuosos. De tus orgullosos hijos todos entrenados Acariciadas promesas de futuro La obra de tu tierra ardiente Sin fin empapará los corazones ardientes, Y las virtudes de tus hijos El cinto de una diadema triunfante. Que Dios te guarde en su bondad, Que la felicidad de tu amada tierra, El amor de los hermanos sea la clave, Honor, Unidad y Libertad. |

Este himno fue sustituido en 1984 por uno nuevo, Une Seule Nuit. 

## Líderes políticos

### República Autónoma de Alto Volta (1958-1960)

#### Altos Comisarios
- Max Berthet (11 de diciembre de 1958 a febrero de 1959)
- Paul Masson (febrero de 1959 al 5 de agosto de 1960)

#### Presidentes del Consejo de Gobierno
- Maurice Yaméogo (11 de diciembre de 1958 al 5 de agosto de 1960)

### República Independiente de Alto Volta (1960-1984)

#### Jefes de Estado
- Maurice Yaméogo (5 de agosto de 1960 al 4 de enero de 1966)
- Sangoulé Lamizana (4 de enero de 1966 al 25 de noviembre de 1980)
- Saye Zerbo (25 de noviembre de 1980 al 7 de noviembre de 1982)
- Jean-Baptiste Ouédraogo (8 de noviembre de 1982 al 4 de agosto de 1983)
- Thomas Sankara (4 de agosto de 1983 al 4 de agosto de 1984)

#### Jefes de Gobierno
Puesto creado en 1971:
- Gérard Kango Ouedraogo (13 de febrero de 1971 al 8 de febrero de 1974)
- Sangoulé Lamizana (8 de febrero de 1974 al 7 de julio de 1978)
- Joseph Conombo (7 de julio de 1978 al 25 de noviembre de 1980)
- Saye Zerbo (25 de noviembre de 1980 al 7 de noviembre de 1982)
- Thomas Sankara (10 de enero de 1983 al 15 de octubre de 1987)